# Lavardin (Sarthe)
Lavardin – miejscowość i gmina we Francji, w regionie Kraj Loary, w departamencie Sarthe.
Według danych na rok 1990 gminę zamieszkiwało 587 osób, a gęstość zaludnienia wynosiła 77 osób/km² (wśród 1504 gmin Kraju Loary Lavardin plasuje się na 794. miejscu pod względem liczby ludności, natomiast pod względem powierzchni na miejscu 1102.).